# Valdepolo
Valdepolo es un municipio y aldea española de la provincia de León, en la comunidad autónoma de Castilla y León. Cuenta con una población de 1215 habitantes (INE 2024).

## Localidades
- Aldea del Puente (La)
- Quintana de Rueda
- Quintana del Monte
- Saelices del Payuelo
- Valdepolo
- Villahibiera
- Villalquite
- Villamondrín de Rueda
- Villaverde la Chiquita

## Demografía
Cuenta con una población de 1215 habitantes (INE 2024).
| Gráfica de evolución demográfica de Valdepolo entre 1842 y 2021                                                       |
| |
| Población de derecho según los censos de población del INE. Población de hecho según los censos de población del INE. |

## Política

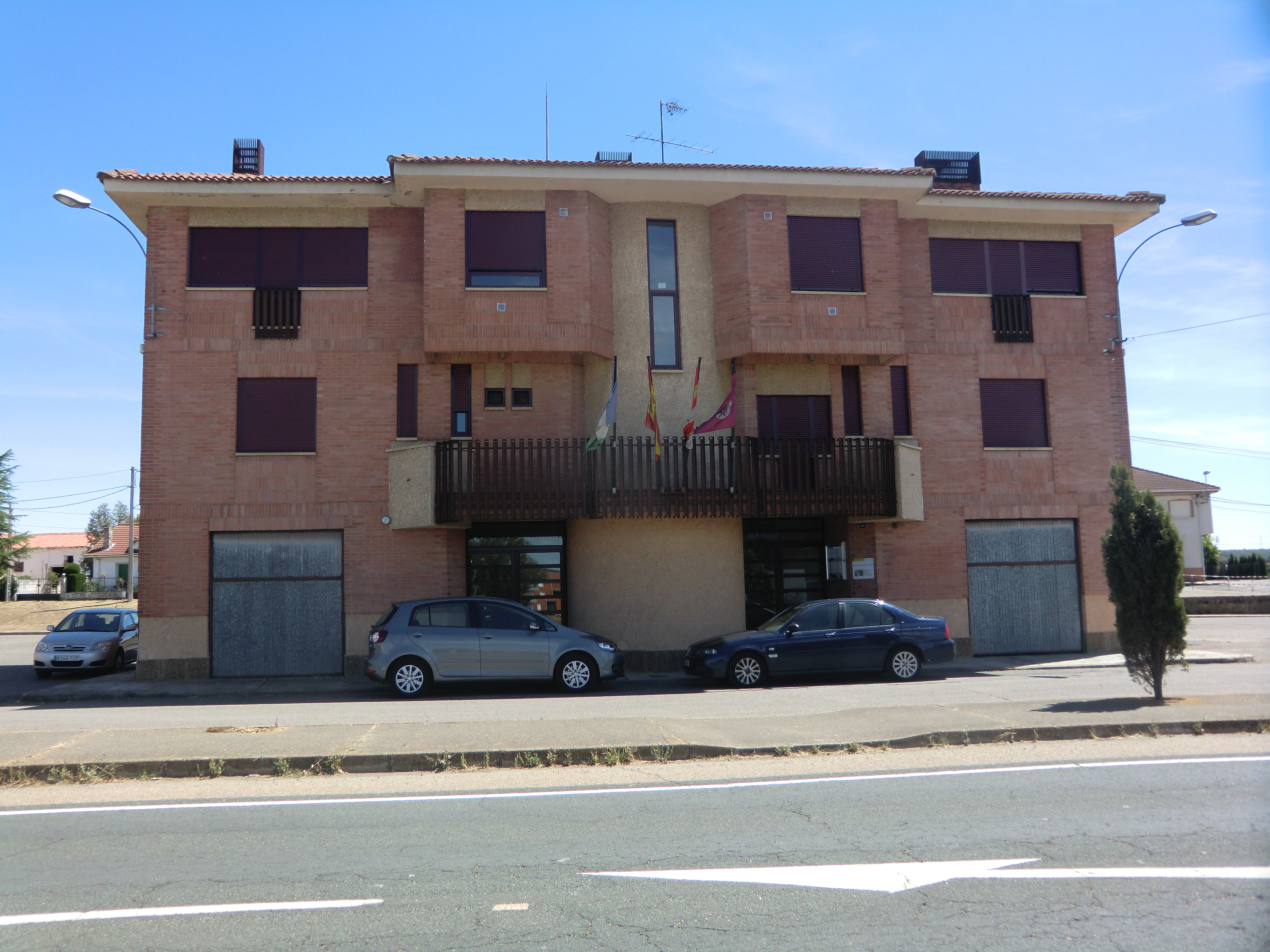
Ayuntamiento de Valdepolo en Quintana de Rueda (León)

La relación de alcaldes de Valdepolo desde 1979 es la siguiente:
| Periodo   | Nombre                                                                                              | Partido   |
| --------- | --------------------------------------------------------------------------------------------------- | --------- |
| 1979-1983 | Efisio García de la Varga                                                                           | UCD       |
| 1983-1987 | Casimiro Burón Salas                                                                                | AP/PDP/UL |
| 1987-1991 | Jesús de la Varga de la Varga (hasta el 19/11/1988) Guillermo Martínez Andrés (desde el 19/11/1988) | PSOE AP   |
| 1991-1995 | Jesús de la Varga de la Varga                                                                       | PSOE      |
| 1995-1999 | Antonino Martínez del Cano                                                                          | PP        |
| 1999-2003 | Inmaculada González Fernández                                                                       | UPL       |
| 2003-2007 | Inmaculada González Fernández                                                                       | UPL       |
| 2007-2011 | Santiago Maraña González                                                                            | PP        |
| 2011-2015 | Santiago Maraña González                                                                            | PP        |
| 2015-2019 | Santiago Maraña González                                                                            | PP        |
| 2019-2023 | Francisco Javier Padierna Puente                                                                    | PP        |
| 2023-act. | Francisco Javier Padierna Puente                                                                    | PP        |